# Called Back
Called Back er en britisk stumfilm fra 1914 af George Loane Tucker.

## Medvirkende
- Henry Ainley som Gilbert Vaughan
- Jane Gail som Pauline March
- Charles Rock som Macari
- George Bellamy som Dr. Manuel Ceneri
- Vincent Clive som Anthony March